# Де Гер (дворянский род)
Де Гер (швед. De Geer) — известный род, представители которого прославились в истории промышленного, политического и торгового развития Швеции; происходит из Брабанта (происходит от немецкого Де Геер).
Один из де Гееров, спасаясь от преследования католиков, бежал в Роттердам. Сын его Луйс (1587—1652) сначала стоял во главе банкирской конторы в Амстердаме. Король шведский Густав-Адольф, состоявший его должником на значительную сумму, предоставил ему в залог один из шведских железных заводов (Финспонг). Де Гер, переселившись в Швецию, предпринял ряд улучшений в разработке железной руды, построил ещё несколько чугунолитейных заводов, ввел кузнечное мастерство по образцу люттихского; до сих пор жители этой местности выделывают гвозди, подковы и т. п. Благодаря его методу литья пушек удалось создать 3-фунтовые лёгкие пушки. По мысли Де Гера была в 1649 г. основана африканская торговая компания с складочной конторой на Гвинейском берегу. Величайшая заслуга Де Гера перед Швецией — это снаряжение им на собственные средства целого военного флота из 21 или, по другим известиям, из 30 кораблей. Благодаря этой помощи шведы одержали над датчанами блестящую морскую победу при Фемеро (1644).
Де Гер, Луйс — младший сын предыдущего (1622—1695). Во время войны Карла XI с Данией на свои деньги выставил батальон кирасиров в 800 человек.
- Гер, Карл де (1720—1778) — шведский энтомолог.
- Гер, Луйс де (1818—1880) — шведский политик, первый премьер-министр Швеции в 1876—1880.
- Гер, Герард Якоб де (1858—1943) — шведский геолог и географ